# Miagrammopes
Genre
Synonymes
- Huanacauria Lehtinen, 1967
- Mumaia Lehtinen, 1967
- Ranguma Lehtinen, 1967
- Miagrammopsidis Wunderlich, 1976

Miagrammopes est un genre d'araignées aranéomorphes de la famille des Uloboridae.

## Distribution
Les espèces de ce genre se rencontrent en Amérique, dans le Sud de l'Asie, en Océanie et en Afrique subsaharienne.

## Liste des espèces
Selon World Spider Catalog (version 22.5, 09/08/2021) :
- Miagrammopes albocinctus Simon, 1893
- Miagrammopes alboguttatus F. O. Pickard-Cambridge, 1902
- Miagrammopes albomaculatus Thorell, 1891
- Miagrammopes animotus Chickering, 1968
- Miagrammopes apostrophus Sen, Saha & Raychaudhuri, 2013
- Miagrammopes aspinatus Chickering, 1968
- Miagrammopes auriculatus Cai & Xu, 2021
- Miagrammopes auriventer Schenkel, 1953
- Miagrammopes bambusicola Simon, 1893
- Miagrammopes bifurcatus Dong, Yan, Zhu & Song, 2004
- Miagrammopes birabeni Mello-Leitão, 1945
- Miagrammopes biroi Kulczyński, 1908
- Miagrammopes bradleyi O. Pickard-Cambridge, 1874
- Miagrammopes brasiliensis Roewer, 1951
- Miagrammopes brevicaudus O. Pickard-Cambridge, 1882
- Miagrammopes brevior Kulczyński, 1908
- Miagrammopes brooksptensis Barrion & Litsinger, 1995
- Miagrammopes cambridgei Thorell, 1887
- Miagrammopes caudatus Keyserling, 1890
- Miagrammopes ciliatus Petrunkevitch, 1926
- Miagrammopes constrictus Purcell, 1904
- Miagrammopes corticeus Simon, 1893
- Miagrammopes cubanus Banks, 1909
- Miagrammopes extensus Simon, 1889
- Miagrammopes fasciatus Rainbow, 1916
- Miagrammopes ferdinandi O. Pickard-Cambridge, 1870
- Miagrammopes flavus (Wunderlich, 1976)
- Miagrammopes gravelyi Tikader, 1971
- Miagrammopes grodnitskyi Logunov, 2018
- Miagrammopes gulliveri Butler, 1876
- Miagrammopes guttatus Mello-Leitão, 1937
- Miagrammopes indicus Tikader, 1971
- Miagrammopes intempus Chickering, 1968
- Miagrammopes kinabalu Logunov, 2018
- Miagrammopes kirkeensis Tikader, 1971
- Miagrammopes larundus Chickering, 1968
- Miagrammopes latens Bryant, 1936
- Miagrammopes lehtineni (Wunderlich, 1976)
- Miagrammopes licinus Chickering, 1968
- Miagrammopes longicaudus O. Pickard-Cambridge, 1882
- Miagrammopes luederwaldti Mello-Leitão, 1925
- Miagrammopes maigsieus Barrion & Litsinger, 1995
- Miagrammopes mexicanus O. Pickard-Cambridge, 1893
- Miagrammopes molitus Chickering, 1968
- Miagrammopes oblongus Yoshida, 1982
- Miagrammopes oblucus Chickering, 1968
- Miagrammopes orientalis Bösenberg & Strand, 1906
- Miagrammopes paraorientalis Dong, Zhu & Yoshida, 2005
- Miagrammopes pinopus Chickering, 1968
- Miagrammopes plumipes Kulczyński, 1911
- Miagrammopes poonaensis Tikader, 1971
- Miagrammopes raffrayi Simon, 1881
- Miagrammopes rimosus Simon, 1886
- Miagrammopes romitii Caporiacco, 1947
- Miagrammopes rubripes Mello-Leitão, 1949
- Miagrammopes rutundus Liang & Xu, 2021
- Miagrammopes satpudaensis Rajoria, 2015
- Miagrammopes scoparius Simon, 1892
- Miagrammopes sexpunctatus Simon, 1906
- Miagrammopes similis Kulczyński, 1908
- Miagrammopes simus Chamberlin & Ivie, 1936
- Miagrammopes singaporensis Kulczyński, 1908
- Miagrammopes spatulatus Dong, Yan, Zhu & Song, 2004
- Miagrammopes sutherlandi Tikader, 1971
- Miagrammopes thwaitesi O. Pickard-Cambridge, 1870
- Miagrammopes tonatus Chickering, 1968
- Miagrammopes trailli O. Pickard-Cambridge, 1882
- Miagrammopes uludusun Logunov, 2018
- Miagrammopes unguliformis Dong, Yan, Zhu & Song, 2004
- Miagrammopes unipus Chickering, 1968
- Miagrammopes viridiventris Strand, 1911

Selon World Spider Catalog (version 20.5, 2020) :
- † Miagrammopes dominicanus Wunderlich, 2004

## Publication originale
- O. Pickard-Cambridge, 1870 : « Descriptions and sketches of two new species of Araneida, with characters of a new genus. » Journal of the Linnean Society of London. Zoology, vol. 10, p. 398-405 (Texte intégral).